# 21082 Araimasaru
21082 Araimasaru (1991 TG2) là một tiểu hành tinh vành đai chính được phát hiện ngày 13 tháng 10 năm 1991 bởi T. Hioki và S. Hayakawa ở Okutama.